# Miconia marginata
Miconia marginata är en tvåhjärtbladig växtart som beskrevs av José Jéronimo Triana. Miconia marginata ingår i släktet Miconia och familjen Melastomataceae. Inga underarter finns listade i Catalogue of Life.